# Арена Ангелов
Арена Ангелов (яп. エンジェリックレイヤー Эндзэрикку Рэйя:) (англ. «Angelic Layer») — манга, нарисованная женским коллективом мангак CLAMP (5 томов). Была экранизирована студией Bones в виде аниме-сериала (26 серий) (оригинальное название — яп. 機動天使エンジェリックレイヤー кидо: тэнси энджерикку рэйя:). Аниме лицензировано в России компанией «MC Entertainment» и с августа 2008 года транслировалось на телевизионном канале MTV Россия. Сериал также был лицензирован компанией ADV Films.
В сериале несколько различных завершающих музыкальных тем в зависимости от атмосферы серии, кроме того, самостоятельную ценность имеют анонсы следующих серий, являющихся в некоторой степени короткими бонусами, дополняющими сюжетную линию.

## Сюжет
Мисаки Судзухара, 12-летняя школьница, приезжает в Токио и узнаёт, что там приобретает популярность игра «Арена ангелов», в которой каждая суперсовременная кукла-ангел управляется своим игроком. Между этими куклами проходят бои, в которых сражение зависит от способа мышления управляющего игрока. Мисаки создает себе ангела Хикару и начинает сражаться на Арене.

### Отличия между аниме и мангой
Аниме сильно отличается от манги например тем, из-за чего мать Мисаки уехала от дочери. В манге она просто её стеснялась, а в аниме она стала инвалидом и стеснялась показаться такой своей дочери. Также в аниме и в манге различаются конечные пары героев (В манге Мисаки проводит время с Котаро, а Тамайо проводит время с Одзиро. В аниме наоборот: Мисаки - с Одзиро, а Тамайо - с Котаро).

## Персонажи
Мисаки Судзухара (яп. 鈴原 みさき Судзухара Мисаки, (прозвище — Мисакити)) — девушка, приехавшая в Токио учиться в средней школе в 1 классе. Приехав в Токио, увидела на большом экране, как она говорила, маленького, но сильного белого ангела. Это ангел Афина, ангел её матери. Из-за того, что сама Мисаки невысокая, миниатюрная девочка, а на Арене не имеет значения ни возраст, ни рост, захотела играть в Арену ангелов. Отличается упорством и высокой волей к победе, в то же время считает игру ангелов веселым захватывающим мероприятием, любит встречать и учиться у опытных игроков. Умеет хорошо готовить. Среди игроков известна как "Чудо-новичок" за быстрый игровой рост. Ангел — Хикару. Ангел был назван в честь куклы, которую Мисаки оставила у бабушки с дедушкой. Хикару легкая и быстрая, с легкостью воспроизводит коронные приемы других ангелов, виденные ранее Мисаки (в манге Мисаки назвала Хикару в честь Хикару Сидо, одной из главных героинь "Magic Knight Rayearth").
Сэйю: Ацуко Эномото
Тамаё Кидзаки (яп. 木崎 珠代 Кидзаки Тамаё) — подруга Мисаки, они познакомились по дороге, когда Мисаки шла в школу, именно Тамаё дала ей прозвище Мисакити. Позже выяснилось, что Тамаё влюблена в своего друга детства Котаро, любит отрабатывать на нем приемы борьбы. (Ангела не имеет)
Сэйю: Сацуки Юкино
Котаро Кобаяси (яп. 小林 虎太郎 Кобаяси Ко:таро:) — друг Мисаки, он был рядом, когда его сестра Хатоко познакомилась с Мисаки. Очень любит свою сестру и всегда заботится о ней, но нельзя сказать что он хороший братик. Любит Тамаё и позволяет ей использовать себя как объект для тренировок. (Ангела не имеет)
Сэйю: Дзюн Фукуяма
Хатоко Кобаяси (яп. 小林 鳩子 Кобаяси Хатоко) — подруга Мисаки, пятилетняя девочка, одна из первых познакомившихся с Мисаки. Она увидела Хикару и сделала для неё платье из своего платка. Победила Хикару на первом соревновании в Токио и обменялась клятвой вместе с Мисаки выиграть чемпионат региона Канто, а позже — победить в национальных играх. Сопровождала Мисаки на национальных играх в качестве "помощника". Среди игроков известна как "Волшебный ребенок" за впечатляющее мастерство в столь юном возрасте. (Ангел — Судзука, по прозвищу «Судзука-скорость света», коронный прием - "Ревущий гром". Все атаки основаны на высокой скорости)
Сэйю: Юри Сиратори

### Другие персонажи
Сюко Судзухара — мама Мисаки. Из-за рассеянного склероза уехала от Мисаки в ее раннем детстве, познакомилась с Иттяном в Токио и участвовала в разработке ножного протеза, управляемого с помощью мозговых импульсов. Когда начались проблемы с финансированием проекта, именно она подала Иттяну идею наладить массовое производство и продажу ангелов, чтобы заработать денег для продолжения исследований. Известна как "Чемпион" за свои 3 победы подряд на чемпионатах страны. Очень сожалеет, что скрывает от дочери правду о болезни и своей "работе", тем не менее, после финального сражения они счастливо воссоединяются, при этом Сюко начинает ходить. (Ангел — Афина, отличается необыкновенными силой, скоростью, ловкостью, изяществом движений и красотой; коронный прием - "Астральный взрыв", удар сконцентрированной в сферу электрической энергией)
Сёко Асами — тётя Мисаки, младшая сестра Сюко. Мисаки живёт у неё, пока учится в Токио. Очень не любит, когда Мисаки называет её оба-сан (ну или "тётя") (традиционное обращение к пожилым женщинам), работает на телевидении и берет интервью у участников Арены ангелов. (Ангела не имеет)
Ринго Сето — поп-идол и подруга Мисаки. (Ангел — Ранга, коронный прием - "Танец смерти", основанный на использовании ударов "воздухом" для прямых атак)
Сай Дзиноути — подруга Каэде и Мисаки, также известная как "Ледяная машина", начала играть на Арене ангелов после смерти младшей сестры Рин, желавшей создать ангела и играть вместе с Сай. (Ангел — Сирахимэ, коронный прием - "турбо-режим", в который ангел входит после получения сильных повреждений; в "турбо-режиме" ангел отличается повышенными силой и скоростью)
Мадока Фудзисаки — стала подругой Мисаки после того, как попыталась обыграть её, используя мошенничество младшей сестры, Арису. Увлекается кунг-фу. (Ангел — Мао)
Каэдэ Сайто — давняя подруга Сай и любимица публики за красивую улыбку, получила ангела в подарок от коллег отца после потери матери. (Ангел — Бланш, считает ангела своей дочкой, коронный прием - "турбо-режим", в который ангел входит после получения сильных повреждений; в "турбо-режиме" ангел отличается повышенными силой и скоростью)
Итиро Михара "Иттян" — создатель Арены. Влюблён в маму Мисаки, Сюко. Выступает в роли наставника Мисаки, очень любит игру ангелов. Чаще всего именно он поясняет для коллег события во время текущих боев. Он ещё любит и издеваться и дать наказания для Масахару Огата. (Ангела не имеет, де-факто есть)
Одзиро Михара — принц и элита Арены, один из друзей Мисаки, по нему сходит с ума множество девушек, его первой любовью была мама Мисаки — Сюко. Однако позже полюбил саму Мисаки, и признался ей в этом после победы Хикару над Волшебником. (Ангел — Волшебник, коронный прием - "волшебное поле"-щит из генерируемого статического электричества, не подпускающий к нему ангелов-соперников)
Сэйю: Соитиро Хоси
Масахару Огата — помощник Иттяна, которого тот постоянно наказывает очередным нарядом за малейшие ошибки или неугодные слова.
Арису Фудзисаки — младшая сестра Мадоки, опытный талантливый конструктор ангелов для старшей сестры. Отказывается заводить ангела из-за того, что плохо умеет их контролировать. Желает создать ангела, способного победить Кобаяси Хатоко и ее ангела Судзуку. Во время сражения Мадоки и Мисаки пыталась мошенничеством вывести из игры Хикару, навесив на нее передатчик для блокирования команд Мисаки. После проигрыша Мадоки Мисаки создает своего ангела и начинает тренироваться для сражения с Хатоко в будущем. (Ангел - Алиса)
Кёко — старшеклассница, которая вызвала Мисаки на нечестный бой и проиграла из-за хитрой тактики Хикару. Вскоре она надеялась на Мисаки. У Кёко есть две безымянные подруги (по факту их должны назвать, но не было никакой информации) (Ангел - Королева)
Йоко — О ней нет информации. (Ангел — Соловей)
Рё Мисаки — одноклассник Мисаки Судзухары. Проиграл в споры через "Арену Ангелов" с Мисаки Судзухарой. (У него ангелов 4. Первый - "Ас" (он же - "Туз"), второй - "Марк II", третий - "Три" и четвёртый - "Мисаки-ти" (названного в честь Мисаки Судзухары))
Рин Дзюноути — младшая сестра Сай. Она создала для своей старшей сестры ангела, но умерла во время операций. (Ангела не имеет)
Мистер и Мисс Асами — дедушка и бабушка Мисаки Судзухары, а также родители Сюко Судзухары и Сёко Асами. (Ангелов не имеют)
Юко Хикава — первая соперница Мисаки Судзухары. (Ангел - Каталина)
Хироми Фухимори — коллега Масахару Огаты, любит работать, хоть она и счастливая, но она, как и "Иттян", любит издеваться над Масахару Огатой. (Ангела не имеет)
Аска Китамура — о ней, как у Йоко, нет информации. (Ангел - Колос)
Юко Инада — коллега Итиро Михары и подруга Сюко Судзухары. Имеет мужа Сюдзи Инады. Проводит время с Сюко Судзухарой. (Ангела не имеет)
Сюдзи Инада — коллега Итиро Михары и муж Юко Инады. (Ангел (Ангел нового поколения) - СИ-174)
Осаму Инада — сын Сюдзи Инады и Юко Инады. (Ангела имеет, так как он в последнем эпизоде купил)
Цубаса МакКензи — о ней, мало информации, но она участвовала в бой против Сай Дзюноути и проиграла. (Ангел - Орёл)
Томоко Ямада — о ней, как у Цубасы, мало информации. Вторая соперница Мисаки Судзухары (Ангел - Васкес)
Мария Сибата — четвёртая и последняя соперница Мисаки Судзухары, а также сестра Хидзири Сибаты. Она заботилась о брате, когда он был болен, впоследствии она потеряла друзей, из-за чего она решила поиграть в "Арену Ангелов". (Ангел - Цубаки)
Хидзири Сибата — брат Марии Сибаты. В детстве много болел. После проигрыша сестры бой, он тоже хотел участвовать в "Арену Ангелов". (Ангела не имеет)
Титосэ Танака — первая соперница Мисаки Судзухары в национальном турнире "Арены Ангелов". Высокая и при этом стеснительная девушка. (Ангел - Элейн)
Диктор (Ведущий) ("Хозяин Арены Ангелов") — о нем мало информации, мало того, что он появляется в эфире чаще безымянных персонажей и даже Йоко и Аски, у ведущего нет имени. Но он проводит трансляцию "Арену Ангелов". (Ангела не имеет)
Менеджер — менеджер Ринго Сето. Она не любит, когда Ринго Сето куда-то девается. (Ангела не имеет)
Мисатаро — хомяк, питомец Ринго Сето, появился в одном эпизоде, когда Ринго хотела показать Мисаки своего хомяка, названной в честь Мисаки.

## Список серий
| Эпизоды | Эпизоды | Эпизоды               | Эпизоды |
| №       | Заглавие | Трансляция            |         |
| ------- | --- | --------------------- | ------- |
| 1       | How Do You Do? My Very Own Angel «Hajimemashite! Watashidake no Enjeru» (はじめまして! 私だけのエンジェル)                                       | 1 апреля 2001 года    |         |
| 2       | Do Your Best, Hikaru! It’s Your Very First Fight!! «Ganbare Hikaru! Hajimete no faito!!» (がんばれヒカル! はじめてのファイト!!)                  | 8 апреля 2001 года    |         |
| 3       | Who Are You? Misaki’s Heart Pounding Lesson «Anata wa dare? Misaki no dokidoki resson» (あなたは誰? みさきのドキドキレッスン)                    | 15 апреля 2001 года   |         |
| 4       | The Day an Angel Flew Down «Tenshi ga maiorita hi» (天使が舞いおりた日)                                                                          | 22 апреля 2001 года   |         |
| 5       | I Don’t Want to Lose! I’m Believing in Hikaru... «Maketakunai! Hikaru o shinjite...» (負けたくない!ヒカルを信じて...)                            | 29 апреля 2001 года   |         |
| 6       | Suzuka, the Speed of Light! Hatoko’s Declaration of Rivalry!! «Kosoku no Suzuka! Hatoko no raibaru sengen!!» (光速の鈴鹿! 鳩子のライバル宣言!!)  | 6 мая 2001 года       |         |
| 7       | Right at the Edge... Misaki’s Last Chance! «Girigiri no tatakai... Misaki no rasuto chansu» (ギリギリの戦い... みさきのラストチャンス)           | 13 мая 2001 года      |         |
| 8       | Misaki vs. Misaki? A Dangerous Classmate «Misaki VS Misaki? Kiken na dōkyusei» (みさきVSミサキ? 危険な同級生)                                    | 20 мая 2001 года      |         |
| 9       | Sing, Misaki! Is the Deus an Idol?! «Utae! Misaki Deusu wa aidoru!?» (歌え! みさき デウスはアイドル!?)                                           | 27 мая 2001 года      |         |
| 10      | Mean Sisters! Hikaru, the Target «Ijiwaru shimai! Nerawareta Hikaru» (いじわる姉妹! 狙われたヒカル)                                              | 3 июня 2001 года      |         |
| 11      | Finish It Off! Hikaru & Mao’s Important Game «Ketchaku! Hikaru to Mao no shinken shobu» (決着! ヒカルとマオの真剣勝負)                           | 10 июня 2001 года     |         |
| 12      | Misaki & Kotaro. Their Exciting Date «Misaki to Kotaro Futari no wakuwaku dēto» (みさきと虎太郎 二人のわくわくデート)                            | 17 июня 2001 года     |         |
| 13      | Pure White Blanche. Kaede’s Smile «Junpaku no Buranshe Kaede no hohoemi» (純白のブランシェ 楓のほほえみ)                                         | 24 июня 2001 года     |         |
| 14      | I Won’t Give Up! And an Angel Was Born «Akiramenai! Soshite tenshi wa umareta» (あきらめない! そして天使は生まれた)                              | 1 июля 2001 года      |         |
| 15      | Shirahime Versus Suzuka! Secret of the Ice Machine «Shirahime vs Suzuka! Aisu Mashīn no himitsu» (白姫VS鈴鹿! アイスマシーンの秘密)              | 8 июля 2001 года      |         |
| 16      | The Final Game! Hikaru’s Last Attack «Kesshosen! Hikaru no rasuto atakku» (決勝戦! ヒカルのラストアタック)                                       | 15 июля 2001 года     |         |
| 17      | I’ve Made My Mind Up on You! The One Misaki Selected «Anata ni kimeta! Misaki no eranda hito» (あなたに決めた! みさきの選んだヒト)               | 22 июля 2001 года     |         |
| 18      | Many Strong Opponents! The National Games of Everyone’s Dreams «Kyoteki ga ippai! Akogare no zenkokutaikai» (強敵がいっぱい! あこがれの全国大会) | 29 июля 2001 года     |         |
| 19      | System down! Decisive Fight on a Ship in a Storm! «Shisutemu Daun!? Arashi no senjō kessen!» (システムダウン!? 嵐の船上決戦!)                    | 5 августа 2001 года   |         |
| 20      | Is Icchan the Enemy? The Puzzling Second Game! «Teki wa Icchan? Tomadoi no nikaisen!» (敵はいっちゃん? 戸惑いの二回戦!)                          | 12 августа 2001 года  |         |
| 21      | Summertime at the Sea! Someone is in Love With Someone! «Natsu no umi! Dareka ga dareka ni koishiteru» (夏の海! 誰かが誰かに恋してる)            | 19 августа 2001 года  |         |
| 22      | Suddenly Just the Two of Us. Secret Double Dates «Totsuzen no futarikiri Himitsu no daburu dēto» (突然の二人きり 秘密のダブルデート)             | 26 августа 2001 года  |         |
| 23      | Break Up the Magic Wall! Misaki Versus Ohjiro «Maho no kabe o yabure! Misaki VS Ōjirō» (魔法の壁を破れ! みさきVS王二郎)                          | 2 сентября 2001 года  |         |
| 24      | Reach Misaki! This Thought Goes Over the Rainbow! «Misaki ni todoke! Kono omoi niji o koete» (みさきに届け!この想い虹を越えて)                   | 9 сентября 2001 года  |         |
| 25      | Reunion of Destiny. Angels Wet With Tears «Unmei no saikai Namida ni nureta enjeru» (運命の再会 涙に濡れたエンジェル)                            | 16 сентября 2001 года |         |
| 26      | Angel Wings! Please Guide Me and Hikaru! «Tenshi no tsubasa yo! Watashi to Hikaru o izanatte» (天使の翼よ! 私とヒカルをいざなって)               | 23 сентября 2001 года |         |